# Moëloïta
La moëloïta és un mineral de la classe dels sulfurs. Rep el nom en honor del doctor Yves Moëlo, especialista en la mineralogia de les sulfosals de plom. Va ser el primer en preparar i estudiar aquest compost.

## Característiques
La moëloïta és una sulfosal de fórmula química Pb₆Sb₆S14(S₃). Va ser aprovada com a espècie vàlida per l'Associació Mineralògica Internacional l'any 1998, sent publicada per primera vegada el 2002. Cristal·litza en el sistema ortoròmbic.
Segons la classificació de Nickel-Strunz, la moëloïta pertany a «02.HC: Sulfosals de l'arquetip SnS, amb només Pb» juntament amb els següents minerals: argentobaumhauerita, baumhauerita, chabourneïta, dufrenoysita, guettardita, liveingita, parapierrotita, pierrotita, rathita, sartorita, twinnita, veenita, marumoïta, dalnegroïta, fülöppita, heteromorfita, plagionita, rayita, semseyita, boulangerita, falkmanita, plumosita, robinsonita, dadsonita, owyheeïta, zoubekita i parasterryita.
L'exemplar que va servir per a determinar l'espècie, el que es coneix com a material tipus, es troba conservat al Museo di Storia Naturale e del Territorio, de la Universitat de Pisa.

## Formació i jaciments
Va ser descoberta a la localitat de Seravezza, a la província de Lucca (Toscana, Itàlia). També ha estat descrita en altres indrets de la Toscana, així com en una pedrera de la localitat de Lens, a Valais (Suïssa).